# ديرت 3
لعبة ديرت 3 (بالإنجليزية: DiRT 3)‏ هي لعبة سيارات خاصة في مجال الدرفت والراليات والذي يمثل دور الأنيميشن فيها بطل العالم في الراليات والذي حصل على لعبه لاربعه أعوام متتاليه ومتطلبات اللعبة
- معالج i5
- كرت شاشة مرتفعه
- ذاكرة 15 جيجا
- 8 جيجا رام

اللعبة صممت وادرجت في السوق عام 2011م.